# Go to Hell
Go To Hell – ósmy minialbum[A] polskiej grupy muzycznej Vader. Wydawnictwo ukazało się 18 kwietnia 2014 roku nakładem wytwórni muzycznej Nuclear Blast. Materiał trafił do sprzedaży w formie 7" płyty gramofonowej. Nagrania stanowią zapowiedź dziesiątego albumu studyjnego zespołu pt. Tibi et Igni, który ukazał się 30 maja 2014 roku.
Na płycie winylowej znalazły się dwa utwory "Where Angels Weep" i "Triumph of Death" zarejestrowane podczas sesji nagraniowej Tibi et Igni. Prace nad kompozycjami, z przerwami, trwały od grudnia 2013 roku do lutego 2014 roku w białostockim Hertz Studio we współpracy z producentami muzycznymi Wojciechem i Sławomirem Wiesławskimi. W pracach nad płytą w roli asystenta inżyniera dźwięku uczestniczył także gitarzysta zespołu Neuropathia - Piotr Polak. Piosenki na Go To Hell od tych z albumu Tibi et Igni odróżnia miksowanie. Ponadto w kompozycji "Where Angels Weep" druga z partii gitary solowej została nagrana przez Marka "Spidera" Pająka, natomiast na albumie znalazła się wersja w której wszystkie partie gitar nagrał Piotr "Peter" Wiwczarek.
W warstwie lirycznej piosenka "Where Angels Weep" odwołuje się do koncepcji walki dobra ze złem. Słowa do tegoż utworu napisali Harry Maat i Piotr Wiwczarek. Natomiast tekst utworu pt. "Triumph of Death" - autorstwa Wiwczarka został zainspirowany obrazem niderlandzkiego malarza Pietera Bruegla - "Triumf śmierci" (1562). 

## Lista utworów
Opracowano na podstawie materiału źródłowego.
| Nr | Tytuł utworu        | Długość |
| -- | ------------------- | ------- |
| 1. | „Where Angels Weep” | 02:18   |
| 2. | „Triumph of Death”  | 03:45   |
|    |                     | 6:03    |

## Twórcy
Opracowano na podstawie materiału źródłowego.
| Zespół Vader w składzie - Piotr "Peter" Wiwczarek – wokal prowadzący, gitara rytmiczna, gitara prowadząca, słowa - Marek "Spider" Pająk – gitara rytmiczna, gitara prowadząca - Tomasz "Hal" Halicki – gitara basowa - James Stewart – perkusja |  | Produkcja - Wojciech i Sławomir Wiesławscy – inżynieria, miksowanie, mastering, produkcja muzyczna - Piotr Polak – asystent inżyniera dźwięku - Mariusz Kmiołek – management - Harry Maat – słowa |

## Wydania
| Rok  | Nr katalogowy | Format              | Wydawca       | Region                   | Źródło |
| ---- | ------------- | ------------------- | ------------- | ------------------------ | ------ |
| 2014 | NB 3343-1     | 7" white vinyl ltd. | Nuclear Blast | Stany Zjednoczone/Europa | [ 4 ]  |
| 2014 | NB 3343-1     | 7" red vinyl ltd.   | Nuclear Blast | Stany Zjednoczone/Europa | [ 4 ]  |
| 2014 | NB 3343-1     | 7" black vinyl      | Nuclear Blast | Stany Zjednoczone/Europa | [ 4 ]  |